# Nauka prawa przyrodzonego, politycznego, ekonomiki politycznej i prawa narodów

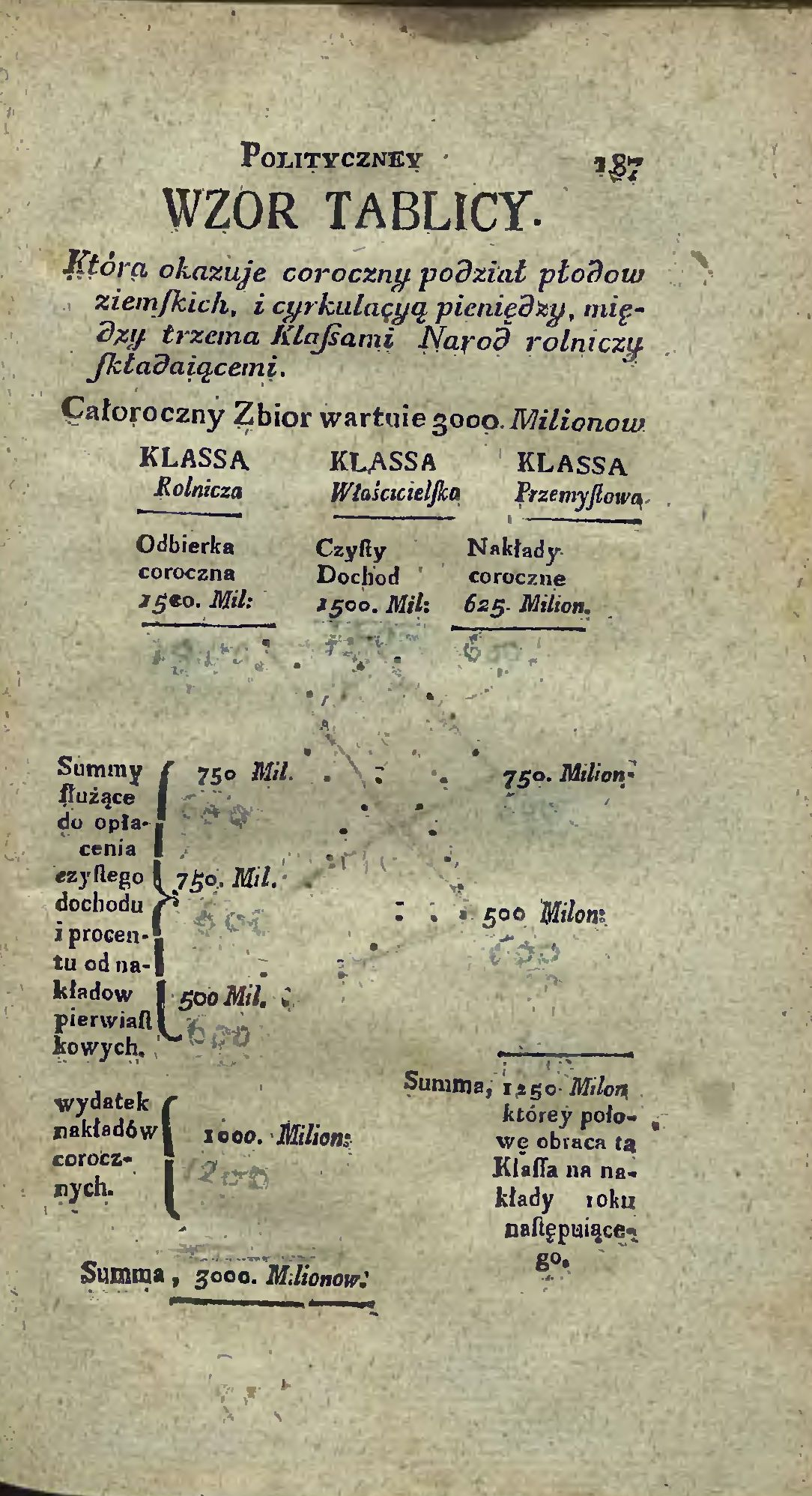
Tablica ekonomiczna Hieronima Stroynowskiego

Nauka prawa przyrodzonego, politycznego, ekonomiki politycznej i prawa narodów − książka napisana przez Hieronima Stroynowskiego, jednego z głównych przedstawicieli polskiego fizjokratyzmu. Dzieło to stało się na kilka dziesięcioleci jednym z najważniejszych polskich podręczników prawa i ekonomii, stosowanym aż do 1824 roku. 

## Historia powstania
W okresie gdy Stroynowski nauczał w warszawskim Collegium Nobilium zebrał materiały do swych wykładów w skrypcie „Zbiór prawa I. Przyrodzonego, II. Politycznego, III. Narodów”, (ok. 1780 r.), który to zachował się do dziś w formie rękopisu. Nieco później przerobił te materiały, usystematyzował i wydał drukiem w 1785 r. właśnie jako „Naukę prawa przyrodzonego, politycznego, ekonomiki politycznej i prawa narodów”. 
Według K. Opałka Stroynowski dał jasno i precyzyjnie skonstruowany wykład fizjokratycznego prawa natury, znacznie lepszy jakościowo od dotychczasowych, rozwlekłych i zagmatwanych pism fizjokratów.

## Główne tezy zawarte w książce
Hieronim Stroynowski uważał, iż:
- jedynym źródłem dochodów państwa i bogactwa narodu jest ziemia i uzyskiwane z niej płody i produkty. Rolnictwo - jego zdaniem - było więc jedynym źródłem bogactw krajowych.
- możliwość swobodnej wymiany handlowej powinna być zagwarantowana dla każdego, w każdym miejscu i czasie, oraz winna dotyczyć wszelkich możliwych towarów.
- opłaty, myta, cła i rewizje towarów na granicach winny być zabronione, jak również należało znieść zakazy przywozu lub wywozu niektórych towarów.
- nie pieniądz w gotówce lub kruszcach stanowi o bogactwie kraju, lecz ilość posiadanych surowców i gotowych produktów. Dlatego H. Stroynowski uważał, iż ochronna polityka celna zmierzająca do sprzedawania jak największej ilości dóbr własnych i dążąca do zminimalizowania importu z innych państw, a zatem służąca gromadzeniu gotowego pieniądza, osłabiała a nie wzbogacała dany kraj, gdyż - według niego - kraj wyzbywał się rzeczy naprawdę stanowiących o jego bogactwie.

Ponadto, w kwestii bardzo aktualnej w czasie powstawania publikacji, mianowicie utrudnień celnych na granicy polsko-pruskiej, stawianych handlowi polskiemu przez stronę pruską, radził Stroynowski nie tylko zrezygnować z działań noszących znamiona wojny celnej czy odwetu, ale w ogóle znieść wszelkie ograniczenia w handlu z Prusami, nawet jeśli one pozostaną przy swej ostrej względem Polski polityce.